# Ray Rayner
Ray Rayner (23 de julio de 1919 – 21 de enero de 2004) fue un presentador de televisión estadounidense, figura familiar de la programación infantil de las décadas de 1960 y 1970 en la emisora WGN-TV de Chicago, Illinois.

## Primeros años
Su verdadero nombre era Raymond M. Rahner, y nació en el distrito de Queens, en la ciudad de Nueva York. Rayner se crio en Queens, y estudió en el College of the Holy Cross de Worcester (Massachusetts). Su primer trabajo para la radio tuvo lugar en la emisora WGBB de Freeport (Nueva York), a la vez que estudiaba en la escuela nocturna de la Universidad de Fordham.
Al estallar la Segunda Guerra Mundial, se alistó en el Cuerpo Aéreo del Ejército de los Estados Unidos, sirviendo como navegante de un B-17 y siendo derribado cuando volaba sobre Francia el 3 de abril de 1943. Durante dos años y medio fue prisionero de guerra en el Stalag Luft III, ayudando a preparar la huida descrita en la película The Great Escape (1963) – aunque él fue transferido a otro campo antes de que tuviera efecto la evasión. Fue durante ese tiempo como prisionero cuando descubrió sus habilidades para el entretenimiento, concretamente a través de sus compañeros de prisión y sus captores alemanes.

## Chicago
Tras la guerra trabajó brevemente en Grand Rapids (Míchigan) en la emisora radiofónica WOOD Radio, así como en Nueva York y en Dayton, Ohio. Posteriormente entró a formar parte de la WBBM-TV de Chicago como locutor, y en 1953 trabajó en un programa matinal local titulado Rayner Shine. En este programa trabajó por vez primera con títeres. Ese mismo año trabajó en un espacio de mediodía titulado The Ray Rayner Show, en el cual, junto a Mina Kolb, se combinaba música con comedia, baile y pantomima. El show, dirigido a los adolescentes, se mantvo cinco años en antena.
WBBM pidió a Rayner que trabajara en programas infantiles en 1958. Aunque reticente en un principio, cumplió el trabajo en The Little Show, similar a Ray Rayner and His Friends. En este show el pato con el que actuaba se llamaba Havelock. El programa se mantuvo dos años. También presentó Popeye's Firehouse (como el Jefe Abernathy) durante otros dos años, y en 1961 se pasó a WGN-TV.

## WGN-TV Channel 9
Su primer papel en la WGN fue el de Sargento Pettibone, el presentador del show Dick Tracy. Se sumó al reparto de Bozo's Circus en el papel del payaso Oliver O. Oliver. En 1965, el personaje de Rayner, al igual que "Sandy", interpretado por Don Sandburg, se añadieron a los libros para colorear de Bozo de Larry Harmon. Rayner dejó el programa en 1971 porque quería más tiempo para otros proyectos. Tras ello, de manera ocasional actuó como Oliver, sustituyendo en algunas ocasiones a Ned Locke como "Mr. Ray". Tras cancelarse Dick Tracy, se produjo hasta 1968 un nuevo programa vespertino, Rocket to Adventure, en el cual pudo verse a Gigantor y al Octavo Hombre. Rayner presentaba el show caracterizado como un astronauta. En 1968 también participó en comerciales televisivos de McDonald's en el papel de Ronald McDonald.

### Ray Rayner and His Friends
A partir de 1962, Rayner empezó a presentar un programa propio de larga trayectoria, Ray Rayner and His Friends, que se titulaba Breakfast With Bugs Bunny en un principio, adoptando su nombre definitivo en 1964. En el show se mostraban viejos dibujos animados, algunos de ellos de Warner Bros., artes y oficios, y animales tales como el Pato Chelveston.
Ray también tenía el muñeco de un perro, Cuddly Dudley, creado por Roy Brown, que además le daba voz. Siempre vestía un overol, cubierto por pequeños papeles que recordaban qué hacer a continuación en el programa (un anuncio comercial, una visita de Chelveston, etc.).
Algunos de los segmentos del show eran el de artes y oficios, un concurso anual de jelly beans, un calendario de Adviento, la interpretación de Novelty Songs tales como "Hello Muddah, Hello Faddah" (escrita por Allan Sherman), o el espacio Ark in the Park, en el cual se hacía un viaje por el Parque Zoológico Lincoln con el director del mismo, Dr. Lester Fisher. La música de este último espacio era "The Unicorn", de The Irish Rovers.

## Actor y autor
Durante sus años en Chicago, con frecuencia también actuó en obras teatrales, incluyendo representaciones en el Forum Dinner Theater, y recibiendo una nominación al Premio Joseph Jefferson por uno de sus papeles. Rayner también dirigió producciones estudiantiles en la Universidad Loyola Chicago. En 1970 recibió una Maestría en Humanidades por la Universidad de Chicago, escribiendo su tesis sobre la función de entretenimiento de los programas infantiles. Fue miembro del Silver Circle de la sede en Chicago de la National Academy of Television Arts and Sciences, recibiendo varios Premios Emmy locales por su trabajo televisivo.
Rayner también escribió un libro titulado The Story of Television, publicado en 1972. Era básicamente una guía para saber cómo se hacía un show televisivo, presentando fotos de Rayner y de su show.

## Últimos años
Rayner pasó a la emisora KRQE, afiliada de la CBS en Albuquerque, Nuevo México, en 1981, antes de retirarse de la televisión en 1989. Citaba los duros inviernos de Chicago como el factor que motivó su cambio. Rayner fue el hombre del tiempo de la emisora, presentando además el programa local PM Magazine. Volvió a Chicago para participar en los shows como homenaje al 25.º y 30.º aniversarios de Bozo's Circus. Rayner siguió haciendo algunos papeles teatrales en Chicago y dedicó pacientemente tiempo para responder a preguntas de los niños relacionadas con su trabajo, incluso tras mudarse a Albuquerque. Además, Rayner tomó algunos cursos en la Universidad de Nuevo México, dio clases y escribió una columna para un periódico local.
Rayner se mudó a Fort Lauderdale, Florida, tras fallecer su esposa, Jeanne, una antigua enfermera, a causa de un cáncer de pulmón en 1995. Allí se dedicó a dar lecturas para ciegos, apoyar a la fundación Grant A Wish cuidando a niños con enfermedades terminales, así como a la organización Meals on Wheels dedicada a los necesitados.
Ray Rainer falleció el 21 de enero de 2004, a causa de las complicaciones de una neumonía en Fort Myers, Florida. Tenía 84 años de edad. Fue enterrado en el Cementerio Vista Verde Memorial Park de Río Rancho, Nuevo México.

### Multimedia
- Ray Rayner Show (enlace roto disponible en Internet Archive; véase el historial, la primera versión y la última). Museum of Broadcast Communications (Windows Media Player)
- Ray Rayner Show (enlace roto disponible en Internet Archive; véase el historial, la primera versión y la última). Museum of Broadcast Communications (Windows Media Player)
- Ray Rayner Show-Ark in the Park (enlace roto disponible en Internet Archive; véase el historial, la primera versión y la última). Museum of Broadcast Communications (Windows Media Player)
- The Many Faces of Ray Rayner (enlace roto disponible en Internet Archive; véase el historial, la primera versión y la última). Museum of Broadcast Communications (Windows Media Player)
- Bozo's Big Top (enlace roto disponible en Internet Archive; véase el historial, la primera versión y la última). década de 1960. Rayner como Oliver. Museum of Broadcast Communications (Windows Media Player)
- "Bozo's Balloon Trick" (enlace roto disponible en Internet Archive; véase el historial, la primera versión y la última). 1966. Museum of Broadcast Communications (Windows Media Player)
- Sandy and Oliver (enlace roto disponible en Internet Archive; véase el historial, la primera versión y la última). 1966. Museum of Broadcast Communications (Windows Media Player)
- Oliver and Bozo (enlace roto disponible en Internet Archive; véase el historial, la primera versión y la última). 1968. Museum of Broadcast Communications (Windows Media Player)
- Bozo 25th Anniversary (enlace roto disponible en Internet Archive; véase el historial, la primera versión y la última). 1986. Museum of Broadcast Communications (Windows Media Player)

- Datos: Q1566521
- Multimedia: Ray Rayner / Q1566521